# Pili, secretaria ideal
Pili, secretaria ideal va ser una sèrie espanyola de televisió, emesa per TVE amb direcció de Enrique Martí Maqueda i guions d'Agustín Isern.

## Argument
La sèrie narra, en to d'humor, els desvetllaments d'una secretària gairebé perfecta, Pili, per atendre les exigències de Don Ramón el seu malhumorat i desastrós cap.

## Repartiment
- Elena María Tejeiro…Pili.
- José María Prada…Don Ramón.
- Venancio Muro…Eulogio
- Emilio Laguna
- Mari Carmen Prendes
- Rafael Taibo
- Josele Román
- Mara Goyanes
- Marcia Bell